# Luffia lapidicella
Luffia lapidicella är en fjärilsart som beskrevs av Philipp Christoph Zeller 1838. Luffia lapidicella ingår i släktet Luffia och familjen säckspinnare. Inga underarter finns listade i Catalogue of Life.